# MechAssault: Phantom War
MechAssault: Phantom War es el último videojuego de la secuela MechWarrior para la portátil de Nintendo (Nintendo DS). Diseñado por Back Bone Entertainment, Corporación Fasa y Microsoft Games bajo la licencia de WizKids. Es el segundo juego de Microsoft Games para la portátil, después de Age of Empires: The Age of Kings. 
Juego en donde se toma el papel de un MechWarrior dentro de una guerra intergaláctica ubicada en el siglo XXXI en el conocido como universo BattleTech, quienes manejan inmensos robots de combate, así como tanques y armaduras de combate con una gran variedad de armamento futurista.

## Historia
Aún involucrando la lucha entre las Casas y los Clanes dentro de la Esfera Interior, los jugadores asumen el papel del Mech Warrior Vallen Brice recientemente administrado, un hacker experto y Tech Warrant a quien se le ha asignado una misión difícil. Durante los últimos sesenta años, los planetas de la República de la Esfera no han podido comunicarse entre sí, ya que los Generadores de Hiperpulso de cada planeta se han visto afectados por un virus informático, lo que hace que cada Generador sea inoperante. Los rumores se extendieron por todas las casas de los planetas de que los generadores de hiperpulso pueden restablecerse como armas durante su estado inoperante. La Alianza Lyran es la primera en actuar sobre este rumor y la primera en intentar apagarlo enviando a Vallen al combate para piratear cada Generador de Hyperpulse y asegurarse de que ninguno de ellos se use con fines destructivos. 

## Lista de Mechs que aparecen en el juego
- Atlas
- Belial
- Blood Asp
- Cougar
- Kit Fox
- Loki
- Mad Cat
- Prometheus
- Puma
- Ragnorok
- Raptor II
- Star Adder
- Stiletto
- Uller
- Uziel
- Ymir

## Recepción
MechAssault: Phantom War recibió críticas generalmente mixtas, tiene una puntuación total de 63,10% en GameRankings. IGN le dio un 7.0 / 10 y GameSpot le dio un 7.1 / 10, mientras que GameSpy le dio un 1.5 / 5 y promedió 4.5 / 10 en Electronic Gaming Monthly. El juego recibió elogios por sus escenas de FMV y su actuación de voz. Las críticas comunes incluyen falta de juego en línea, gráficos mediocres, brevedad de la campaña para un jugador y problemas con la mecánica del juego. 

## Calificación
- ESRB los califica como T (Teenegers, jóvenes), es decir, solo para personas de 12 años en adelante.